# ما وراء الخبر
ما وراء الخبر برنامج يبث على قناة الجزيرة يوميًا الساعة الثامنة والنصف وحتى التاسعة يتناول موضوع معين وتحليل ما بعده. لا يوجد مقدم محدد للبرنامج